# Episodi di Human Target (prima stagione)

Logo della serie televisiva

La prima stagione della serie televisiva Human Target è stata trasmessa negli Stati Uniti a partire dal 15 gennaio 2010 su Fox.
In Italia la stagione è andata in onda in prima visione su Steel dal 25 settembre all'11 dicembre 2010, mentre in chiaro è stata trasmessa su Italia 1 a partire dal 5 luglio 2012.
| nº | Titolo originale      | Titolo italiano                  | Prima TV USA     | Prima TV Italia   |
| -- | --------------------- | -------------------------------- | ---------------- | ----------------- |
| 1  | Pilot                 | Sotto copertura                  | 15 gennaio 2010  | 25 settembre 2010 |
| 2  | Rewind                | L'hacker                         | 20 gennaio 2010  | 2 ottobre 2010    |
| 3  | Embassy Row           | L'antidoto                       | 25 gennaio 2010  | 9 ottobre 2010    |
| 4  | Sanctuary             | Gli annali di Nicea              | 1º febbraio 2010 | 16 ottobre 2010   |
| 5  | Run                   | In fuga                          | 8 febbraio 2010  | 23 ottobre 2010   |
| 6  | Lockdown              | Traffico di armi segrete         | 15 febbraio 2010 | 30 ottobre 2010   |
| 7  | Salvage & Reclamation | Operazione Oro                   | 10 marzo 2010    | 6 novembre 2010   |
| 8  | Baptiste              | Il vertice segreto               | 14 marzo 2010    | 13 novembre 2010  |
| 9  | Corner Man            | Il match finale                  | 21 marzo 2010    | 20 novembre 2010  |
| 10 | Tanarak               | L'isola di Tanarak               | 28 marzo 2010    | 27 novembre 2010  |
| 11 | Victoria              | Intrighi di corte                | 4 aprile 2010    | 4 dicembre 2010   |
| 12 | Christopher Chance    | Il mio nome è Christopher Chance | 11 aprile 2010   | 11 dicembre 2010  |

## Sotto copertura
- Titolo originale: Pilot
- Diretto da: Simon West
- Scritto da: Jonathan E. Steinberg

### Trama
Stephanie Dobbs, ingegnere a capo del progetto di un avveniristico treno californiano, ingaggia Christopher per proteggersi dai tentativi di ucciderla. Mentre Chance la accompagna nel viaggio inaugurale del mezzo, Winston e Guerrero cercano di scoprire chi possa essere il mandante.
- Guest star: Tricia Helfer, Donnelly Rhodes, Danny Glover
- Ascolti Stati Uniti: telespettatori 10 118 000[2]

## L'hacker
- Titolo originale: Rewind
- Diretto da: Steve Boyum
- Scritto da: Robert Levine

### Trama
Christopher e Winston si imbarcano su un volo da San Francisco a Seattle per proteggere un hacker del quale non conoscono l'aspetto fisico. Oltre a scovare il loro bersaglio, devono identificare tra i passeggeri chi vuole attentare alla sua vita ed eludere un agente dell'FBI in incognito.
- Guest star: Alessandro Juliani, Courtney Ford
- Ascolti Stati Uniti: telespettatori 10 456 000[3]

## L'antidoto
- Titolo originale: Embassy Row
- Diretto da: Steve Boyum
- Scritto da: Matthew Federman e Stephen Scaia

### Trama
Prima di morire avvelenato l'agente del controspionaggio Danny Cooper prega il fratello Aaron di proseguire il suo lavoro contattando Chance. Christopher assume una falsa identità che Danny aveva intenzione di usare per avere accesso all'ambasciata russa. Mentre Chance cerca di capire chi possa essere la spia che l'agente Cooper stava braccando, quali segreti abbia rubato e a chi voglia venderli, Aaron mostra i sintomi di un avvelenamento.
- Guest star: Emmanuelle Vaugier, Sean Maher, Alex Fernandez
- Ascolti Stati Uniti: telespettatori 9 261 000[4]

## Gli annali di Nicea
- Titolo originale: Sanctuary
- Diretto da: Sanford Bookstaver
- Scritto da: Kalinda Vazquez

### Trama
Un criminale esperto in opere d'arte tradisce i suoi compagni e si dà alla fuga. Quando i suoi ex "colleghi" riescono a evadere, la sua ragazza ingaggia Christopher e Winston. I due partono per un isolato e poco accessibile monastero posto in cima a una rupe vicino al confine col Québec dove il giovane si è rifugiato, con l'obiettivo di trovarlo prima dei suoi ex compagni. Guerrero intanto approfitta della loro assenza per svolgere una missione segreta per conto di un misterioso intermediario.
- Guest star: Sam Huntington, William Mapother
- Ascolti Stati Uniti: telespettatori 7 796 000[5]

## In fuga
- Titolo originale: Run
- Diretto da: Kevin Hooks
- Scritto da: Jonathan E. Steinberg

### Trama
A San Francisco la squadra si occupa di proteggere l'assistente procuratore Allyson Russo da un gruppo di poliziotti corrotti che vorrebbe attentare alla sua vita.
- Guest star: Kristin Lehman, Chris Mulkey, William B. Davis, Dylan Neal
- Ascolti Stati Uniti: telespettatori 8 908 000[6]

## Traffico di armi segrete
- Titolo originale: Lockdown
- Diretto da: Jon Cassar
- Scritto da: Josh Schaer

### Trama
La squadra viene incaricata di salvare il geniale ingegnere Martin Gleason, tenuto prigioniero dall'azienda di sicurezza militare per la quale lavora.
- Guest star: Kevin Weisman, Autumn Reeser, Mitch Pileggi
- Ascolti Stati Uniti: telespettatori 7 140 000[7]

## Operazione Oro
- Titolo originale: Salvage & Reclamation
- Diretto da: Bryan Spicer
- Scritto da: Jonathan E. Steinberg, Robert Levine

### Trama
In un non specificato Paese sudamericano l'ex ribelle Maria Gallego ingaggia Christopher per recuperare l'archeologo Doug Slocum, finito nelle mani dei militari locali mentre stava cercando il tesoro perduto di un ex dittatore.
- Guest star: Leonor Varela, Kris Marshall, Kim Coates
- Ascolti Stati Uniti: telespettatori 7 830 000[8]

## Il vertice segreto
- Titolo originale: Baptiste
- Diretto da: Paul A. Edwards
- Scritto da: Matthew Federman, Stephen Scaia

### Trama
Le modalità di un omicidio compiutosi a Washington sono per Chance e Wilson un campanello d'allarme che li avvisa della presenza del pericoloso assassino Baptiste, appartenente all'organizzazione per cui un tempo lavorava anche Christopher. Per scoprire l'identità della sua vittima e quella del suo prossimo bersaglio la squadra (affiancata dall'informatica Layla) chiede l'aiuto dell'agente dell'FBI Emma Barnes.
- Guest star: Emmanuelle Vaugier, Autumn Reeser, Lennie James
- Ascolti Stati Uniti: telespettatori 8 012 000[9]

## Il match finale
- Titolo originale: Corner Man
- Diretto da: Steve Boyum
- Scritto da: Jonathan E. Steinberg e Robert Levine

### Trama
Per salvare un uomo fortemente indebitato, Chance elabora un piano per far perdere al suo creditore tutti i suoi soldi, inducendolo a scommettere contro di lui in un torneo di arti marziali.
- Guest star: Dash Mihok, Grace Park, Kenneth Welsh, Peter Wingfield
- Ascolti Stati Uniti: telespettatori 6 798 000[10]

## L'isola di Tanarak
- Titolo originale: Tanarak
- Diretto da: Kevin Hooks
- Scritto da: Mike Ostrowski

### Trama
Christopher raggiunge l'isola di Tanarak in Alaska per recuperare Jessica Shaw, un medico diventato bersaglio della compagnia mineraria che ha in gestione le attività estrattive del luogo. La donna stava indagando autonomamente sullo strano decesso di un operaio che aveva in cura.
- Guest star: Moon Bloodgood, Ty Olsson, Vincent Gale
- Ascolti Stati Uniti: telespettatori 8 234 000[11]

## Intrighi di corte
- Titolo originale: Victoria
- Diretto da: Paul A. Edwards
- Scritto da: Zak Schwartz

### Trama
A New York la squadra deve difendere la Principessa del Galles dai tentativi di assassinarla orditi da un uomo ombra della famiglia reale, che vede la sua relazione con un paramedico come una minaccia all'integrità della Corona.
- Guest star: Christina Cole, Erick Avari, Rey Valentin
- Ascolti Stati Uniti: telespettatori 7 725 000[12]

## Il mio nome è Christopher Chance
- Titolo originale: Christopher Chance
- Diretto da: Steve Boyum
- Scritto da: Jonathan E. Steinberg, Robbie Thompson

### Trama
La squadra viene catturata nel proprio ufficio dall'uomo che sei anni prima aveva commissionato all'organizzazione per cui lavoravano Christopher (all'epoca "Junior") e Guerrero l'omicidio di Katherine Walters. La donna, che lavorava al porto, era diventata una testimone protetta del detective Winston dopo aver soccorso un uomo che prima di morire le aveva sussurrato alcune parole. Vengono così raccontati gli eventi che spinsero i tre a mettersi in proprio e rivelata l'origine del nome Christopher Chance.
- Guest star: Lee Majors, Amy Acker, Timothy Omundson, Armand Assante, Lennie James
- Ascolti Stati Uniti: telespettatori 7 236 000[13]